# Kościół w Ekeby
Kościół w Ekeby – świątynia należąca do diecezji Visby Kościoła Szwecji. Znajduje się w centralnej części Gotlandii.

## Architektura
Kościół zbudowany został z wapienia. Najstarszą jego częścią jest wieża z końca XII wieku, utrzymana w stylu romańskim. Nawa i prezbiterium są młodsze o jakieś 100 lat i prezentują gotyk. Pod koniec XIII wieku wieżę podwyższono do obecnej wysokości. Oba portale od południa są bogato zdobione rzeźbami. Do dziś zachowały się także fragmenty oryginalnej farby.

## Wnętrze

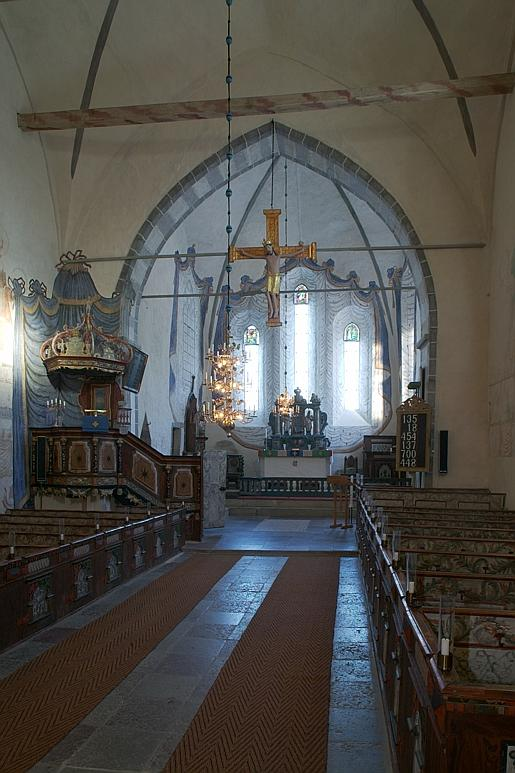
Wnętrze kościoła

Wewnątrz kościół jest bogato zdobiony średniowiecznymi freskami. W nawie znaleźć można malowidła z XIII, XIV i XVIII wieku. W prezbiterium zachowały się iluzjonistyczne freski w postaci niebieskich draperii. Najstarsze malowidła przedstawiają apostołów. Pod nimi znajdują się przedstawienia męki Chrystusa autorstwa Mistrza Męki Pańskiej, a od strony południowej sceny z dzieciństwa Jezusa. Kolejne malowidła zostały odkryte podczas renowacji w 2004 roku. Do obecnych czasów zachowało się jedynie kilka oryginalnych witraży w oknach. Pochodzą one z końca XIII wieku.
Z pozostałego wyposażenia wnętrza na szczególną uwagę zasługuje romański krzyż triumfalny z końca XII wieku. Niezwykłym dziełem sztuki jest także chrzcielnica z piaskowca, datowana mniej więcej na ten sam okres. Jej autorem był albo Hegvald, albo Majestatis. Ponadto w ścianie prezbiterium, w specjalnej niszy, znajduje się szafka sakramentalna, bogato i barwnie malowana. Ławki powstały w XVII wieku i cechują się odmienną wysokością po stronie męskiej i damskiej. Ołtarz wyrzeźbiony został z piaskowca w 1708 roku, a pomalowany był w 1802 roku. Z 1708 roku pochodzi również ława w prezbiterium. Z kolei ambona datowana jest na 1741 rok. Kościół słynie także z XVI- i XVIII-wiecznych naczyń liturgicznych.
Oprócz wspomnianej wyżej renowacji na początku XXI wieku, podobne zabiegi w kościele przeprowadzano również w latach 1942-1943 oraz 1971-1972.